# Nanotige
En nanotechnologie, une nanotige est l'une des formes des objets nanométriques. Chacune de ses dimensions va de 1 à 100 nm. Elle peut être synthétisée chimiquement à partir d'un matériau métallique ou semi-conducteur. Un ensemble de ligands influent sur les agents de forme et se lient aux différentes facettes de la nanotige avec une force variable. Ces forces agissent sur le taux de croissance des facettes, ce qui permet de créer une nanotige étirée selon une direction.
Les nanotiges peuvent se retrouver dans les appareils d'affichage (la réflexivité des nanotiges change selon le champ électrique appliqué) et dans les microsystèmes électromécaniques.
Les nanotiges fabriquées à partir de matériaux semi-conducteurs pourraient servir comme intermédiaire dans les systèmes photovoltaïques. Par exemple, en 2006, Ramanathan et al. ont démontré la viabilité d'un appareil capable d'émettre de la lumière proche de l'ultraviolet. 